# Argiope brunnescantia
Argiope brunnescantia är en spindelart som beskrevs av Embrik Strand 1911. Argiope brunnescantia ingår i släktet Argiope och familjen hjulspindlar. Inga underarter finns listade i Catalogue of Life.